# El Mariel
El Mariel — второй студийный альбом американского рэпера Pitbull, вышедший в 2006 году. Диск дебютировал в Billboard 200 на 17 месте и за неделю был продан тиражом 48 000 копий. Всего разошлось 189 499 копий пластинки.

## Об альбоме
Над El Mariel работали Lil Jon, Diaz Brothers, DJ Khaled, Mr. Collipark, The Neptunes и Джим Джонсин. На нём появились Lil Jon, Twista и Trick Daddy. Испаноязычная версия альбома была выпущена 31 октября 2006 года вместе с тремя синглами с El Mariel и 12 композициями на испанском языке. Пластинка попала в интернет 27 октября 2006 года.
Живущий в Майами рэпер записал песни с исполнителями хип-хоп и рэггетон, включая Lil Jon, Ying Yang Twins, Orishas, Daddy Yankee, Twista и Rick Ross.

## Список композиций
1. «Intro» — 1:56
2. «Miami Shit» — 3:22
3. «Come See Me» — 3:07
4. «Jealouso» — 4:03
5. «Qué Tú Sabes De Eso» (при участии Fat Joe & Sinful) — 4:03
6. «Fademaster Skit» — 0:37
7. «Be Quiet» — 3:22
8. «Ay Chico (Lengua Afuera)» — 3:25
9. «Fuego» — 3:49
10. «Rock Bottom» (при участии Bun B & Cubo) — 4:31
11. «Amanda Diva Skit» — 0:41
12. «Blood Is Thicker Than Water» (при участии Redd Eyezz) — 4:05
13. «Jungle Fever» (при участии Wyclef Jean & Oobie) — 4:02
14. «Hey You Girl» — 3:46
15. «Raindrops» (при участии Anjuli Stars) — 4:15
16. «Voodoo» — 3:47
17. «Descarada (Dance)» (при участии Vybz Kartel) — 3:02
18. «Dime (Remix)» (при участии Ken-Y) — 5:07
19. «Bojangles (Remix)» (при участии Lil' Jon & Ying Yang Twins) — 4:29
20. «Born-N-Raised» (DJ Khaled при участии Pitbull, Trick Daddy, & Рик Росс) — 4:16
21. «Outro» — 1:10
22. «We Run This» (iTunes Bonus Track)

### Best Buy бонусное DVD
1. The Making of El Mariel
2. Bojangles (Remix) Video
3. Bojangles Live Performance Video
4. La Esquina: Trading Races

## Синглы
1. «Bojangles»
2. «Ay Chico (Lengua Afuera)»
3. «Dime/Tell Me (Remix)»